# Macroglossum moecki
Macroglossum moecki är en fjärilsart som beskrevs av Rutimeyer 1969. Macroglossum moecki ingår i släktet Macroglossum och familjen svärmare. Inga underarter finns listade i Catalogue of Life.